# دنیاگیری کووید-۱۹ در هلند
دنیاگیری کووید-۱۹ در هلند بخشی از دنیاگیری بیماری کروناویروس ۲۰۱۹ در جهان است. اولین مورد تأیید شده در هلند در ۲۷ فوریه ۲۰۲۰ در شهر تیلبورخ اعلام شد.